# 角交換振り飛車
角交換振り飛車（かくこうかんふりびしゃ）とは将棋の戦法で、振り飛車側が角道を止めず、あるいは振り飛車側から角交換を行った状態で駒組みをする戦法である。

## 概要
伝統的な角道を止める振り飛車は受けの戦法であり、角交換を避けるものという意識があった。
しかし、居飛車穴熊の台頭により、振り飛車の勝率が低下していった。その後藤井システムの出現によって一時は振り飛車が盛り返したものの、居飛車側の対策も進んでいった。そんな中、ゴキゲン中飛車が登場し、中飛車に限らず振り飛車側が角道を止めずに攻めるという新しい感覚が生まれた。その後、振り飛車が自ら最序盤にもかかわらず角交換をする作戦も生まれている。
鈴木大介 (2009) によれば、振り飛車戦法と言うものは2枚の駒を捌く(交換などによって駒を使いやすくする、または役目を全うさせると行った意味)事が最低限の目標であるが、角交換振り飛車は自ら角を交換する事により、序盤早々にこの目的の半ばを達成できると言う意味があるという。また、角交換、しかも後手側からの角交換は、後手である上にさらに1手損をするため旧来の感覚ではあり得ない作戦であったが、一手損角換わり戦法の流行によって棋士たちが序盤の1手損はそれほど大した損ではないと体感するようになったことが、本戦法が認められた理由であったようだという。また角道を止めずに3三角と上がる手は2009年から見て15年ほど前、つまり1994年あたりから見られていた。この手はその後角交換振り飛車と結びついたという。
鈴木の前掲書によれば、この戦法の要点は、基本的に後手番の戦法であること、振り飛車側の方が手詰まりに陥りにくいこと、2筋に飛車を振る向かい飛車のかたちが好ましいこと、左の金が玉から離れるかたちになるがそれでもなお居飛車より玉の守りは固いこと、序盤の狙いがわかりやすいこと、および居飛車側が穴熊囲いに組みにくくなることなどである。なお鈴木は、2009年時点では旧来の角道を止める振り飛車は、プロ棋士の界隈においては「めっきり減ってしまった」としている。

## 角交換振り飛車の例

### 石田流三間飛車
石田流のうち、早石田、升田式、新・石田流など。

### 角交換型中飛車
| 9  | 8  | 7  | 6  | 5  | 4  | 3  | 2  | 1  |    |
| 香 | 桂 |    |    |    | 金 |    | 桂 | 香 | 一 |
|    | 飛 |    |    | 金 |    | 王 |    |    | 二 |
| 歩 |    | 歩 | 銀 | 銀 | 歩 |    | 歩 | 歩 | 三 |
|    |    |    | 歩 | 歩 |    | 歩 |    |    | 四 |
|    | 歩 |    |    | 歩 |    |    |    |    | 五 |
|    |    | 歩 | 銀 |    |    |    |    |    | 六 |
| 歩 | 歩 | 桂 | 歩 |    | 歩 | 歩 | 歩 | 歩 | 七 |
|    |    | 金 |    | 飛 |    | 銀 | 玉 |    | 八 |
| 香 |    |    |    |    | 金 |    | 桂 | 香 | 九 |

| 9  | 8  | 7  | 6  | 5  | 4  | 3  | 2  | 1  |    |
| 香 | 桂 | 銀 | 金 | 王 | 金 | 銀 | 桂 | 香 | 一 |
|    | 飛 |    |    |    |    |    | 角 |    | 二 |
| 歩 |    | 歩 | 歩 |    | 歩 |    | 歩 | 歩 | 三 |
|    |    |    |    | 歩 |    | 歩 |    |    | 四 |
|    | 歩 |    |    |    |    |    |    |    | 五 |
|    |    | 歩 |    | 歩 |    |    |    |    | 六 |
| 歩 | 歩 | 角 | 歩 |    | 歩 | 歩 | 歩 | 歩 | 七 |
|    |    |    |    | 飛 |    |    |    |    | 八 |
| 香 | 桂 | 銀 | 金 | 玉 | 金 | 銀 | 桂 | 香 | 九 |

| 9  | 8  | 7  | 6  | 5  | 4  | 3  | 2  | 1  |    |
| 香 | 桂 |    | 金 | 王 | 金 | 銀 | 桂 | 香 | 一 |
|    | 飛 |    | 銀 |    |    |    | 角 |    | 二 |
| 歩 |    | 歩 | 歩 |    | 歩 |    | 歩 | 歩 | 三 |
|    |    |    |    | 歩 |    | 歩 |    |    | 四 |
|    | 歩 |    |    |    |    |    |    |    | 五 |
|    |    | 歩 |    | 歩 |    |    |    |    | 六 |
| 歩 | 歩 | 角 | 歩 |    | 歩 | 歩 | 歩 | 歩 | 七 |
|    |    |    | 銀 | 飛 | 玉 |    |    |    | 八 |
| 香 | 桂 |    | 金 |    | 金 | 銀 | 桂 | 香 | 九 |

| 9  | 8  | 7  | 6  | 5  | 4  | 3  | 2  | 1  |    |
| 香 | 桂 |    | 金 |    | 金 |    | 桂 | 香 | 一 |
|    | 飛 |    | 銀 |    | 王 |    | 銀 |    | 二 |
| 歩 |    | 歩 | 歩 |    | 歩 |    | 歩 | 歩 | 三 |
|    |    |    |    | 歩 |    | 歩 |    |    | 四 |
|    | 歩 |    |    |    |    |    |    |    | 五 |
|    |    | 歩 |    | 歩 |    |    |    |    | 六 |
| 歩 | 歩 |    | 歩 |    | 歩 | 歩 | 歩 | 歩 | 七 |
|    | 銀 |    |    | 飛 |    | 玉 |    |    | 八 |
| 香 | 桂 |    | 金 |    | 金 | 銀 | 桂 | 香 | 九 |

中飛車が先手として、図1-aのように角交換後、▲6六銀-▲7七桂-▲7八金の形にして戦う中飛車。この構えならば原始中飛車よりも反撃されにくく、ツノ銀型と違って居飛車側角交換からの△3五歩~△3四角などの筋がない。
中飛車側の狙いは5五からの歩交換や左銀を7五に配置しての8筋逆襲などがある。例えば図1-aから居飛車側が△8六歩▲同歩△同飛ならば、▲5九飛~▲7五銀~▲8五歩など。図1-aへの進め方は、図1-bから図1-cのように　6八銀と構えて後手側から交換させて（先手は▲8八角～▲7七角としているので、後手から角交換しても手損にはならない）銀を7七～6六に持っていく指し方や、図1-dのように中飛車側から2手損で角交換する指し方とある。相手から角交換させる中飛車は阪口悟が愛用している中飛車で「ワンパク流中飛車」とも呼ばれ、『週刊将棋』においても2006年6月から10月にかけて連載されていた。角筋を通したまま5筋の位を取らず▲7七角から▲6八銀と上がり、角道を開けておいて、居飛車が角交換にくれば▲同銀となると、通常の角交換型中飛車よりも一手得になっている。そのあと陣形を▲6六銀～7七桂～7八金から▲7五銀～8九飛、銀が上がる前の角交換には▲同桂とし、そのあと5筋を交換してから▲5九飛～6六歩～6七銀～7八金とツノ銀の形から▲8九飛と8筋に展開して、逆襲するねらいがある。
図1-cでは△7七角成に▲同桂としてヒラメにして指す方法もある（図1-aの形でも左金を7八ではなく5九に動かせばヒラメにもなる）。
また図1-dのように▲8八銀としておけば、5五の歩交換ができる（△4四角が効かない）。図1-dのように中飛車側が7七に角を上げてから、中飛車側から早めに角交換する指し方は、前田祐司が愛用していたので｢前田流」という名が付けられている。以下5五の歩を交換し、後手が△5四歩と歩を打たなければ、先手も安易に飛車を引かずに5五にいて、8五のぶっつけや、△7三桂には▲7五歩の桂頭攻めの含みをみせ、作戦の幅が広がる。
| 9  | 8  | 7  | 6  | 5  | 4  | 3  | 2  | 1  |    |
| 香 | 桂 |    | 金 | 王 | 金 |    | 桂 | 香 | 一 |
|    | 飛 |    |    |    |    |    | 角 |    | 二 |
| 歩 |    | 歩 | 歩 | 銀 |    |    | 歩 | 歩 | 三 |
|    |    |    |    | 銀 | 歩 | 歩 |    |    | 四 |
|    | 歩 |    | 銀 |    |    |    |    |    | 五 |
|    |    | 歩 |    |    |    |    |    |    | 六 |
| 歩 | 歩 | 角 | 歩 |    | 歩 | 歩 | 歩 | 歩 | 七 |
|    |    |    |    | 飛 | 玉 |    |    |    | 八 |
| 香 | 桂 |    | 金 |    | 金 | 銀 | 桂 | 香 | 九 |

| 9  | 8  | 7  | 6  | 5  | 4  | 3  | 2  | 1  |    |
| 香 | 桂 | 角 | 金 |    | 金 |    | 桂 | 香 | 一 |
|    | 飛 |    | 銀 |    |    | 王 | 角 |    | 二 |
| 歩 |    | 歩 | 歩 | 銀 |    |    | 歩 | 歩 | 三 |
|    |    |    |    | 歩 | 歩 | 歩 |    |    | 四 |
|    | 歩 |    |    | 飛 |    |    |    |    | 五 |
|    |    | 歩 |    |    |    |    |    |    | 六 |
| 歩 | 歩 |    | 歩 |    | 歩 | 歩 | 歩 | 歩 | 七 |
|    |    |    |    |    | 玉 |    |    |    | 八 |
| 香 | 桂 |    | 金 |    | 金 | 銀 | 桂 | 香 | 九 |

| 9  | 8  | 7  | 6  | 5  | 4  | 3  | 2  | 1  |    |
| 香 | 桂 |    |    |    |    | 銀 | 桂 | 香 | 一 |
|    | 飛 |    | 銀 | 金 | 王 |    | 角 |    | 二 |
| 歩 |    | 歩 | 歩 |    | 金 |    | 歩 | 歩 | 三 |
|    |    |    |    |    | 歩 | 歩 |    |    | 四 |
|    | 歩 |    |    | 銀 | 歩 |    |    |    | 五 |
|    |    | 歩 |    |    |    |    |    |    | 六 |
| 歩 | 歩 | 角 | 歩 |    |    | 歩 | 歩 | 歩 | 七 |
|    |    |    |    | 飛 | 玉 |    |    |    | 八 |
| 香 | 桂 |    | 金 |    | 金 | 銀 | 桂 | 香 | 九 |

なお、図1-cで角交換を拒否する△4四歩には、▲5七銀に△5三銀なら以下、▲6六銀△5二飛▲5五歩△4二銀（△同歩は▲同飛から▲8五飛）▲5四歩△同銀▲5五歩△4三銀▲3八玉△3二金▲2八玉△4一玉▲3八銀で一局。
▲5七銀に△4二銀なら以下、▲6六銀△4三銀▲5五歩△5三銀▲5四歩△同銀左▲6五銀となり（図1-e）、△5五歩には▲5四銀△同銀▲5五角△同銀▲同飛△4二玉▲5四歩△7一角▲5三銀△3二玉▲6二銀打（図1-f）など。
▲5七銀に△5二金右なら以下、▲5五歩△同歩▲6六銀△4二金左▲5五銀△4三金▲4六歩とし、△4二玉なら▲4五歩△同歩▲4四歩（図1-g）など。

### ゴキゲン中飛車
とくに丸山ワクチンになれば、必然的に角交換振り飛車の様相となるが、丸山ワクチンは展開はしっかり駒組みしてから戦う比較的穏やかな将棋となるため、乱戦のような展開がいやな場合安心感のある作戦である。
| 9  | 8  | 7  | 6  | 5  | 4  | 3  | 2  | 1  |    |
| 香 | 桂 | 銀 | 金 |    | 金 |    | 桂 | 香 | 一 |
|    |    | 王 |    | 飛 |    |    | 銀 |    | 二 |
|    | 歩 | 歩 | 歩 |    | 歩 |    | 歩 | 歩 | 三 |
| 歩 |    |    |    | 歩 |    | 歩 |    |    | 四 |
|    |    |    |    |    |    |    | 歩 |    | 五 |
| 歩 |    | 歩 | 歩 |    |    |    |    |    | 六 |
|    | 歩 |    |    | 歩 | 歩 | 歩 |    | 歩 | 七 |
|    |    | 銀 | 玉 |    |    |    | 飛 |    | 八 |
| 香 | 桂 |    | 金 |    | 金 | 銀 | 桂 | 香 | 九 |

| 9  | 8  | 7  | 6  | 5  | 4  | 3  | 2  | 1  |    |
| 香 | 桂 |    | 金 |    | 金 |    | 桂 | 香 | 一 |
|    | 王 | 銀 |    |    |    |    | 飛 |    | 二 |
|    | 歩 | 歩 | 歩 |    | 歩 | 銀 | 歩 | 歩 | 三 |
| 歩 |    |    |    | 歩 | 角 | 歩 |    |    | 四 |
|    |    |    |    |    |    |    | 歩 |    | 五 |
| 歩 |    | 歩 | 歩 |    | 歩 |    |    |    | 六 |
|    | 歩 |    |    | 歩 | 銀 | 歩 |    | 歩 | 七 |
|    |    | 銀 |    |    |    |    | 飛 |    | 八 |
| 香 | 桂 | 玉 | 金 |    | 金 |    | 桂 | 香 | 九 |

丸山ワクチンに対してはゴキゲン中飛車側はどちらかというと図1-iのように向かい飛車に転じての飛車先逆襲を目指す展開などが志向された。そして常に1歩持った後の△4四角から△2四歩▲同歩△2六歩や△3二金からの△2四歩▲同歩△同飛などがある。居飛車側は初期のころはゴキゲン中飛車側の玉が7二に移動（▲6五角の筋を消している）した後の△5五歩をに対する▲4七銀の用意が必要と考えて6八玉より先に右銀を4八に動かしていた。実際には▲6六歩で受かっている、△5五歩と突かれても、▲6七銀であり、△8八角には▲7七角△同角成▲同玉である。こうして左美濃から右金を動かさずに▲6六歩型にするのが従来よく指された。
向かい飛車に転じた際の▲5三角に△4四角への備えを、また6九に金は飛車先逆襲の備えを用意している。従来は △2二飛に▲4七銀△2四歩 ▲同歩 △同銀 ▲3六歩 △2五銀 に▲3八金などとしていたが以下△2七歩 ▲同飛 △2六銀 ▲2八飛 △4九角となると、▲6六歩が災いして、△7六角成と成る場所が出来てしまっていた。したがって居飛車側も▲3八銀型にして、△2二飛 ▲4六歩 △2四歩 ▲同歩 △同銀の進行に、▲6七角や▲5六角を用意する指し方になる。
その後図1-iのように先に△4四角とする菅井竜也の新手などもあり、居飛車側も別の展開を志向することになる。
| 9  | 8  | 7  | 6  | 5  | 4  | 3  | 2  | 1  |    |
| 香 | 桂 |    | 金 |    | 金 |    | 桂 | 香 | 一 |
|    | 王 | 銀 |    | 飛 |    |    |    |    | 二 |
|    |    | 歩 | 歩 |    | 歩 | 銀 | 歩 | 歩 | 三 |
| 歩 | 歩 |    |    | 歩 |    | 歩 |    |    | 四 |
|    |    |    |    |    |    |    | 歩 |    | 五 |
| 歩 |    | 歩 | 歩 |    |    |    |    |    | 六 |
|    | 歩 |    |    | 歩 | 歩 | 歩 |    | 歩 | 七 |
|    |    | 銀 |    | 金 | 銀 |    | 飛 |    | 八 |
| 香 | 桂 | 玉 | 金 |    |    |    | 桂 | 香 | 九 |

| 9  | 8  | 7  | 6  | 5  | 4  | 3  | 2  | 1  |    |
| 香 |    |    |    | 飛 | 金 |    | 桂 | 香 | 一 |
|    | 王 | 金 |    |    |    |    |    |    | 二 |
|    | 銀 | 桂 | 歩 |    | 歩 | 銀 | 歩 | 歩 | 三 |
| 歩 | 歩 | 歩 |    | 歩 |    | 歩 |    |    | 四 |
|    |    |    |    |    |    |    | 歩 |    | 五 |
| 歩 |    | 歩 | 歩 |    | 歩 |    |    |    | 六 |
|    | 歩 | 桂 | 銀 | 歩 |    | 歩 |    | 歩 | 七 |
|    | 玉 | 銀 |    | 金 |    |    | 飛 |    | 八 |
| 香 |    |    | 金 |    |    |    | 桂 | 香 | 九 |

| 9  | 8  | 7  | 6  | 5  | 4  | 3  | 2  | 1  |    |
| 香 | 桂 |    |    | 飛 |    |    | 桂 | 香 | 一 |
|    | 王 | 金 |    |    |    | 金 |    |    | 二 |
|    | 銀 |    | 歩 |    | 歩 | 銀 | 歩 | 歩 | 三 |
| 歩 | 歩 | 歩 | 角 | 歩 |    | 歩 |    |    | 四 |
|    |    |    |    |    |    |    | 歩 |    | 五 |
| 歩 | 歩 | 歩 | 歩 |    | 歩 |    |    |    | 六 |
|    |    |    | 銀 | 歩 |    | 歩 |    | 歩 | 七 |
|    | 玉 | 銀 |    | 金 |    |    | 飛 |    | 八 |
| 香 |    |    | 金 |    |    |    | 桂 | 香 | 九 |

ゴキゲン中飛車側はこの他図1-jのように△8四歩と突いて銀冠に組んで模様を良くしていく指し方もある。以下の進行例として図1-k のように居飛車がダイヤモンド美濃に組むなどがあるが、図1-k の▲7七桂では後手から△4二角の真部流から次の△9二香～△9一飛からの端攻めが非常に受けづらいため、図1-kの▲7七桂では先に▲8六歩が指されている。これにはその後、振り飛車側が右桂を跳ねずにし、▲8六歩に対し△6四角とする指し手などが示され、そこで居飛車側も右銀を4七に待機して▲8六歩-8七銀と先に銀冠に組む指し方も示すと、ゴキゲン中飛車側も左銀を4四から5五に早く展開して5六の歩を突かせにかかるなどの攻防が生じている。
| 9  | 8  | 7  | 6  | 5  | 4  | 3  | 2  | 1  |    |
| 香 | 桂 |    | 金 |    | 金 |    | 桂 | 香 | 一 |
|    | 王 | 銀 |    | 飛 |    |    |    |    | 二 |
|    | 歩 | 歩 | 歩 |    | 歩 | 銀 | 歩 | 歩 | 三 |
| 歩 |    |    |    | 歩 |    | 歩 |    |    | 四 |
|    |    | 歩 |    |    |    |    | 歩 |    | 五 |
| 歩 |    |    | 歩 |    |    |    |    |    | 六 |
|    | 歩 |    | 銀 | 歩 | 歩 | 歩 |    | 歩 | 七 |
|    |    | 玉 |    |    |    |    | 飛 |    | 八 |
| 香 | 桂 |    | 金 |    |    |    | 桂 | 香 | 九 |

| 9  | 8  | 7  | 6  | 5  | 4  | 3  | 2  | 1  |    |
| 香 | 桂 |    | 金 |    |    |    | 桂 | 香 | 一 |
|    | 王 |    |    | 金 |    |    | 飛 |    | 二 |
|    | 銀 | 歩 | 歩 |    | 歩 | 銀 | 歩 | 歩 | 三 |
| 歩 | 歩 |    |    | 歩 |    | 歩 |    |    | 四 |
|    |    | 歩 |    |    |    |    | 歩 |    | 五 |
| 歩 | 歩 | 銀 | 歩 |    |    |    |    |    | 六 |
|    |    |    | 金 | 歩 | 歩 | 歩 |    | 歩 | 七 |
|    |    | 玉 |    |    |    |    | 飛 |    | 八 |
| 香 | 桂 |    | 金 |    |    |    | 桂 | 香 | 九 |

居飛車側はこの他には図1-m図から1-nのように玉頭位取りにもっていく指し方もある。

### 角交換型ツノ銀中飛車
ツノ銀中飛車では第2-a 図の先手陣のような左金型では居飛車側の陣形によって▲6五歩といった角交換を挑む仕掛けが成立する。△7七角成▲同桂△6五歩は以下▲5五歩から△同歩▲同飛で、場合によっては6五～8五と飛車を捌く狙い。▲6五歩にこれを△同歩としても以下▲5五歩でこれも△同歩であると▲同飛として（第2-b 図）、既に居飛車側が歓迎できない局面となっている。第2-b 図から△同角は▲同角で居飛車側が不利となるので、例えば△7三桂としたらそこで先手は▲5二飛成とし、△同金（△7七角成▲同桂△5二金もある）は▲2二角成△同玉▲4一角～▲3二金、といった攻撃が生じる。これは松下力が初めて指した順であり、後手居飛車側で△5三銀右型でも△5三銀左型でも△7四の歩が突いてあれば同様の仕掛けが生じる。
第2-c 図は、1975年の先手大内延介vs.後手中原誠の名人戦の局面で、先手中飛車側がツノ銀の陣形から角交換を挑み、▲6五歩と突いたところ。中飛車側は角交換をしてから、一例として▲6六角の自陣角から▲5九飛～▲8九飛～▲8六歩～▲8四歩などの飛車先逆襲や▲4六角などから7筋への攻撃の狙いがある。第2-c 図からの実戦の進行は以下△同角成▲同桂△4四銀▲5九飛△7三桂▲4六歩に居飛車側が△8六歩▲同歩△同飛と飛車先を交換してくるが、以下▲7五歩△8四飛▲9五角△8一飛▲7四歩（第2-d 図）となってみると、先手の仕掛けが見事に成功している。
また、▲7八金型の中飛車は第2-e 図のように引き角からの角交換もあるが、これにも対応が可能。これは1982年の棋聖戦5番勝負第3局。先手森雞二 vs.後手二上達也の局面で、第2-f 図のような展開に持ち込んで中飛車が快勝している。

なお、中飛車側は先手▲7七桂-7八金型（後手△3三桂-3二金型）は、飛車を先手▲5九～8九（後手△5一～2一）に展開し居飛車側が△7三桂（▲3七桂）が無ければ常にどこかのタイミングで△2五の歩（▲8五の歩）を左桂で取り、飛車先を逆襲していく筋が生じている。

### 錆刀戦法（宗歩四間飛車）
錆刀四間飛車とは、第3-a 図のような陣形に組んで、角交換から右銀を攻めに使っていく振り飛車。
第3-b 図は第3-a 図から居飛車側が角交換に応じて少し進んだ局面。この後の四間飛車側の狙いは4六又は2八に自陣角を打っての▲7五歩からの攻めなどである。
第3-a 図にもどって居飛車側が角交換を避けて△4四歩の場合でも▲6六銀として▲5五歩や▲7五歩などから四間飛車側の飛車先突破の出足が通常の美濃囲いからのものより早く攻撃態勢が築き上がっている。
第3-c 図が角交換を避けた場合の一例で、居飛車穴熊に組むため角交換を拒否してきた場合、▲6七飛～▲6八角～▲4六角～▲2八角と駒組することができる。また相手の陣形が穴熊ならば、▲4六角を活かして▲3六歩～▲3七桂～▲1五歩～▲1八香～▲6九飛から▲1九飛の地下鉄飛車も可能。
| 9  | 8  | 7  | 6  | 5  | 4  | 3  | 2  | 1  |    |
| 香 | 桂 |    |    |    | 金 | 銀 | 桂 | 王 | 一 |
|    | 飛 |    |    | 金 |    |    |    | 香 | 二 |
| 歩 |    |    | 歩 | 銀 |    | 角 | 歩 | 歩 | 三 |
|    |    | 歩 |    | 歩 | 歩 | 歩 |    |    | 四 |
|    | 歩 |    | 歩 |    |    |    |    |    | 五 |
|    |    | 歩 | 銀 | 歩 | 角 |    |    |    | 六 |
| 歩 | 歩 |    | 飛 |    | 歩 | 歩 | 歩 | 歩 | 七 |
|    |    | 銀 |    |    | 金 | 玉 |    |    | 八 |
| 香 | 桂 |    | 金 |    |    |    | 桂 | 香 | 九 |

この構えは天野宗歩がこのような四間飛車を指した棋譜があることから「宗歩四間飛車」とも呼ばれている。
錆刀というネーミングの由来は、この戦法が掲載されている升田幸三実力制第四代名人著『升田の将棋指南シリーズ 6 四間飛車の指南』には「由来はどうかわからんが、本戦法は、『錆刀』という名前がついておるそうだ。全体的な印象から錆びた刀でゴシゴシ切るようなところがあるのでこうなったのであろう。」と記載されている。
| 9  | 8  | 7  | 6  | 5  | 4  | 3  | 2  | 1  |    |
| 香 | 桂 |    |    |    | 金 |    | 桂 | 香 | 一 |
|    | 王 | 金 | 銀 |    | 飛 | 銀 |    |    | 二 |
|    | 歩 | 歩 | 歩 |    |    | 角 | 歩 | 歩 | 三 |
| 歩 |    |    |    | 歩 |    | 歩 |    |    | 四 |
|    |    |    |    |    | 歩 |    | 歩 |    | 五 |
| 歩 |    | 歩 |    | 歩 |    | 歩 | 飛 | 歩 | 六 |
|    | 歩 |    | 歩 | 銀 | 歩 | 桂 |    |    | 七 |
|    | 角 | 玉 |    | 金 |    |    |    |    | 八 |
| 香 | 桂 | 銀 | 金 |    |    |    |    | 香 | 九 |

なお、この戦法は宗歩が19歳だった1835年4月に、江戸から京都に向かう旅途中の沼津において、米村利兵衛という人物と四番勝負をおこなったうちの第1局目として知られているのであるが、じつは宗歩が指した記録として残っているのはこの対米村戦の1局だけであり、結果も宗歩が敗北している。
ところで、宗歩の実戦では自陣角の△8二角（先手番なら2八角打）についても打っておらず、実戦棋譜では宗歩は普通に敵陣に角を打ち、馬を作っている。
これについては、江戸時代の四間飛車平手二十八手組基本図から振り飛車側から角交換し、居飛車のコビンを狙う指し手が、宝暦八年（1758年）に発行された定跡書『将棋独稽古』で示されている。△1三歩型で図から△8八角成に▲同銀△6四角と自陣に角を打つ。以下▲4八金△5三角▲2八飛△3五歩・・
である。

### 7八金（3二金）型四間飛車
| 9  | 8  | 7  | 6  | 5  | 4  | 3  | 2  | 1  |    |
| 香 | 桂 |    |    |    | 金 | 銀 | 桂 | 香 | 一 |
|    | 飛 |    |    | 金 |    | 王 |    |    | 二 |
| 歩 |    | 歩 | 歩 | 銀 | 歩 | 角 | 歩 |    | 三 |
|    |    |    |    | 歩 |    | 歩 |    | 歩 | 四 |
|    | 歩 |    | 歩 |    |    |    |    |    | 五 |
|    |    | 歩 |    |    |    |    |    | 歩 | 六 |
| 歩 | 歩 | 角 | 銀 | 歩 | 歩 | 歩 | 歩 |    | 七 |
|    |    | 金 | 飛 |    | 銀 | 玉 |    |    | 八 |
| 香 | 桂 |    |    |    | 金 |    | 桂 | 香 | 九 |

居飛車が四間飛車で左金を左側に構えて角交換をする指し方は、居飛車が右銀を使う棒銀や4六銀左戦法・4六銀右戦法に対してよく指されていた。
上記の錆刀に類似した戦法に、第3-d 図に示した角交換型四間飛車がある。創始者であるMarsの頭文字から「m式四間飛車」や常盤流と名付けられている。
錆刀のような7八銀型ではなく7八金-6七銀型に構え、▲6五歩と角交換を誘う。四間飛車側は▲7七同桂で角交換後４六に角を打つ狙い。居飛車側が△7四歩と突かなければ、▲7五歩から左金を6七から7六→8五へと進出させる手や、▲6九飛から、8九飛～7五歩～7六銀のメリケン向かい飛車で相手の飛車先の逆攻めが可能。第3-d 図で△4四歩～4五歩と4六に角を打つ手を防ぐのは、▲5六銀や▲5六歩から右銀を▲5七銀としての4六歩など。また、角交換を防いで△4四歩ならば、▲5六歩～6六銀～5五歩や、▲6九飛～5九角～7七桂～7五銀から8六歩、もしくは▲6六角から7七桂～6九飛～8九飛の飛車先逆襲など、手が広いほか、居飛車側にとって対振り飛車持久戦（居飛車穴熊や左美濃）で囲いを組みたい場合には、その前に戦いが始まってしまっていることになる。さらに、玉は薄くなるが、錆刀のように右銀を5六歩から5七～6六へと活用することも可能である。
棋戦では、2024年12月第10期叡王戦段位別予選、▲藤本渚 対 △黒田尭之 戦などで採用されている。
| 9  | 8  | 7  | 6  | 5  | 4  | 3  | 2  | 1  |    |
| 香 |    |    | 金 |    | 金 |    | 桂 | 香 | 一 |
|    | 飛 |    |    |    |    | 王 |    |    | 二 |
| 歩 |    | 桂 | 銀 | 歩 | 歩 | 銀 | 歩 |    | 三 |
|    |    | 歩 | 歩 |    |    | 歩 |    | 歩 | 四 |
|    | 歩 |    | 歩 |    |    |    |    |    | 五 |
|    |    | 歩 |    | 銀 |    |    |    | 歩 | 六 |
| 歩 | 歩 | 桂 |    | 歩 | 歩 | 歩 | 歩 |    | 七 |
|    |    | 金 | 飛 |    |    | 玉 |    |    | 八 |
| 香 |    |    |    |    | 金 | 銀 | 桂 | 香 | 九 |

さらに、m式に似た四間飛車に「やばボーズ」という角交換四間飛車がある。これは先手であれば、矢倉の出だしから早くに角交換し、▲7八金から▲6八銀～6六歩～6七銀型に組んで飛車を四間に振る、後手なら4手目△8八角成から△3二金〜△4二銀〜△4三銀〜△4二飛と組む、▲7八金-6八銀型の四間飛車である。m式と違いしっかり組んでから角道を開け交換を迫るスタイルではなく、先に角交換しておいてから陣を構える。また居飛車側からの自陣角の角筋を避ける意味や左金型＋美濃の弱点である5七（△5三）地点の薄みを突いた3三→4五桂（▲7七→6五桂）の予防、また玉頭反撃も含みに、玉は3八（△7二）に構えておく。
また、m式のように四間の位を取るのではなく、角交換系の将棋で発生する、居飛車側後手として構える△6四歩～△6三銀型を想定し、▲5六銀の腰掛銀に構えて▲6五歩と飛車先突破を図るのを戦術としている。後手居飛車が△6三歩を突かなければ6筋（△4筋）の位を取って角設置▲6六角から▲4五歩や１歩あれば▲8六歩から▲8四歩などの狙いもあるし、△7四歩を突かなければ、この形でも▲7五歩から7六銀もあり、さらに▲6九飛からツノ銀中飛車/風車戦法のように指す指し方も可能である。

### 4五歩（6五歩）ポン
4五歩（6五歩）ポンは主に角道を止めるノーマル四間飛車で、△3二銀-△5三歩（▲7八銀-▲5七歩）型での場合、居飛車側が棒銀や鷺ノ宮などの急戦含みの戦型に来た際に、その対策として振り飛車側から△4五歩（▲6五歩）と角交換を仕掛ける指し方。第4-a図はその一例で、このように▲7八銀-▲5七歩型であれば、居飛車側からの角成に同銀（場合によっては同桂も）とすれば、急戦の際の弱点である角頭攻撃からの飛車先突破などの懸念材料が解消されるというもの。また5筋の歩を突いていなければ、▲7九角（△3一角）などの反撃が生じない。振り飛車側とすると、角を持ち駒にして自陣からの遠見の角で局面をリードする狙いと、居飛車側の角を盤上から消すことで、急戦が緩和する狙いもある。そして通常の角交換型四間飛車と比べると、四間飛車の飛車先（先手なら6筋、後手なら4筋）の位が伸びてそれだけ敵陣に迫ることになる。居飛車側が角交換を拒否すれば、先手四間飛車側は▲6七銀～6六銀と銀将を進出でき、▲5六歩～5五歩と、四間飛車側が飛車先突破を目指す指し方ができる。逆に居飛車側とすると、位が反撃の目標になることになる。
| 9  | 8  | 7  | 6  | 5  | 4  | 3  | 2  | 1  |    |
| 香 | 桂 |    |    |    |    |    | 桂 | 香 | 一 |
|    | 飛 |    |    |    | 金 | 王 |    |    | 二 |
|    |    | 銀 | 歩 | 銀 | 金 |    | 歩 |    | 三 |
| 歩 |    | 歩 |    | 歩 | 歩 | 歩 |    | 歩 | 四 |
|    | 歩 |    | 歩 |    |    |    |    |    | 五 |
|    |    | 歩 |    | 歩 | 歩 | 歩 | 歩 | 歩 | 六 |
| 歩 | 歩 | 銀 |    |    | 金 | 桂 | 銀 |    | 七 |
|    |    |    | 飛 |    |    | 金 | 玉 | 香 | 八 |
| 香 | 桂 |    |    |    |    |    |    |    | 九 |

四間飛車側の狙いの一例として、第4-b図のような端角打ちがある。第4-b図以降は▲6六銀～7七桂と組んでの飛車先突破などがある。▲9七角に△9五歩は▲同歩△同香に▲5三角成△同金▲9五香の二枚替えがある。このため居飛車側の対策例としては5三や3一にある角の質駒になっている銀、を角筋から逃がしつつ△9五歩から角への攻撃を仕掛けるなどである。他に居飛車が棒銀で銀将が8四（先手なら2六）に来た際に四間飛車側も7七の銀を6六に進め、その後▲7七角打ちから▲5五歩△同歩▲同銀から▲6四歩と、6五の位を生かして6筋（4筋）の棒銀突破を目指す指し方もある。一方で居飛車側からの狙いとしては、一例として飛車が浮いた際の、例えば居飛車後手として△7三桂～△6五桂▲同飛に△7八角打ち（8七の成り込みと8九の桂取り）などがある。
なお端角型の応用として、角交換ではなく、居飛車側が飛車先を伸ばしてきた際に角ではなく銀を上がって飛車先を守り、機を見て角を9六歩～9七角（1四歩～1三角）とのぞくようにする指し方がある。
その他に振り飛車側の狙いとしては、角交換をして居飛車側が漠然とした駒組をすると端が弱くなるため、第4-a 図から△7七角成▲同銀△4四歩▲4七金△4二銀上に▲3六金として、△3三桂▲2六金△2四歩▲1五歩△2五歩▲1六歩△1五歩▲同金という端攻めや、第4-c図のように▲1八香から6九飛～1九飛～1五歩の端攻めを敢行するなどの作戦がある。地下鉄飛車も参照。

### 7八金型向かい飛車
攻撃的な7八金型向かい飛車も、同じ7八金型振り飛車である上記の角交換型ツノ銀中飛車のように、飛車先の歩を振り飛車側から交換してからの▲6五歩を常套手段として指されている。図では△1二香と穴熊の明示をみてから▲6五歩を指しているが（穴熊の途中での方が効果が大きい）、類似の戦型でも行われる。向かい飛車側の狙いは△7七角成に▲同桂としてからの▲8五飛など。後手居飛車側がこれを防いで△7三桂ならば▲7五歩（～▲7六銀）で桂頭を狙うことができる。これに△8四飛では中飛車の第2-d図と同様の自体が起こる。
この局面では居飛車側が穴熊の場合なので、△4四歩と角交換を避けることが多いが、その場合は▲5五歩～▲5六銀の活用や▲6六角もしくは6八角～7七桂として左桂の活用を図ることができる。
第5-a図の場合は▲6五歩に△8六歩もある。これは次に△7七角成▲同桂△7九角の狙いがあり、▲8六飛には今度は△同飛▲同角△9九角成などをみている。先手はほかに▲8六飛に変えて▲3三角成△同桂▲6六角もあり、以下△8七歩成▲同金△7九角には▲8四歩△8八角成▲同金以下、▲8三角から馬をつくるなどの手が考えられる。
第5-b図の場合は△7七角成▲同桂△1一玉の進行は以下▲6六角から8四角～8五歩～6六角～8四歩としていく狙いがある。

### 角道オープン向かい飛車

#### 升田流向かい飛車
升田流の向かい飛車とは、升田幸三実力制第四代名人が考案した積極的な向かい飛車。基本的に先手番専用の作戦で、なおかつ初手▲7六歩に後手が2手目に△8四歩と突いてきた場合のみ発動。
後手の場合には先手が初手▲2六歩△3四歩▲2五歩△3三角▲7六歩△2二飛に▲4八銀△4二銀などとなる場合もしくは下の4手目△3三角戦法で、5手目に角交換をしてこない場合に発動（第6-b図）。
3手目には▲5六歩。この手では▲7七角～▲8八飛もあるが、後手居飛車が8四歩型で止めていると8筋に争点がなくなり、これでは別の戦法になるので、先手としては相手の8五の歩が伸びてから向かい飛車に振るため、この手で間合いを計る。以下△8五歩▲7七角△5四歩▲8八飛で、向かい飛車になる。
以下、△3四歩と角道を開ける手が実戦例として多い。これは2002年1月11日、第15期竜王戦２組 ランキング戦 1回戦の鈴木大介対島朗戦で、後手居飛車側の島が3四歩に代えて△6二銀としたが、以下▲8六歩△同歩▲同角△8五歩▲7七角で△6四歩とし、先手▲4八玉に後手△4二玉としたため、▲6六角と出られて苦戦したからである。島朗が自著『島ノート 振り飛車編』で紹介しており、「鈴木スペシャル」と名付けている。6六角の狙いは▲8四歩から8五飛の狙い。△6五歩には▲7五角で4二の玉に角筋が入り、以下△3二玉には▲8四歩から3一角成～8三銀があり、後手は以降△3四歩とすると、常に▲2二角成から▲8四歩（△同歩は▲6六角）があるため角道は開けられない。△4二玉に代えて他の順には▲5五歩から5八飛の展開がある。
なお△3四歩以下▲2二角成△同銀▲5三角は、△5七角の打ち返しがあり、乱戦の戦いとなる。従来は後手△8四角成のあと▲6八銀から5七銀と左銀を活用していたが、後手にも△7四馬から5五歩の筋があるため、前述『島ノート 振り飛車編』では▲5八飛～5五歩という指し手が紹介されており、島はこれを「やまびこ飛車」と名付けている。
△3四歩には▲6八銀で、基本図になる。
| 9  | 8  | 7  | 6  | 5  | 4  | 3  | 2  | 1  |    |
| 香 | 桂 |    |    |    | 金 | 銀 | 桂 | 王 | 一 |
|    | 飛 |    |    |    |    |    |    | 香 | 二 |
| 歩 |    | 歩 | 歩 | 銀 | 金 | 角 | 歩 | 歩 | 三 |
|    |    |    |    | 歩 | 歩 | 歩 |    |    | 四 |
|    | 歩 |    |    |    |    |    |    |    | 五 |
|    |    | 歩 |    | 歩 | 銀 | 歩 |    |    | 六 |
| 歩 | 歩 | 角 | 歩 |    | 歩 |    | 歩 | 歩 | 七 |
|    | 飛 |    |    |    |    |    | 銀 | 香 | 八 |
| 香 | 桂 |    | 金 |    |    | 金 | 桂 | 玉 | 九 |

基本図から△6二銀▲4八玉△4二玉は、▲8六歩が後手の△4二玉型に反応したおなじみの仕掛けで、以下△8六同歩と取ると▲同角～▲3一角成で、飛車の素抜きが生じるし、取らずであると▲8五歩から飛車先の逆襲が可能。このため、▲8六歩では△7七角成▲同銀△8六同歩とするが、以下▲同銀に△4四角▲7七角△同角成▲同桂が、この向かい飛車の狙い。以下△7五歩であると、▲同歩ならば△8七歩▲同飛△7六角▲8八飛△6七角成▲4六角△8七歩▲同飛△7六馬▲8二角成△8七馬▲8九飛△6九馬▲同飛△8八飛▲4八銀△8六飛成などの進行が予想されるが、△7五歩には▲6六角もあり、以下△7六歩▲1一角成△7七歩成▲同馬△5七桂▲5九金左△4九桂成▲同金などの進行が予想される。
したがって基本図から後手は△6四歩や△5三銀としてから△4二玉もしくは単に△4二玉とする。単に△4二玉の場合には以下▲8六歩、▲2二角成、▲4八玉などが有力である。
▲8六歩は先ほどと同様の狙いで、以下△8六同歩と取ると▲同角△3二玉に▲8三歩と叩いて以下△8三同飛は▲3一角成から飛車の素抜き、勢いで△8八角成▲8二歩成と飛車を取り合うと以下△8二同銀は▲8五飛～▲3一角成で今度は馬を抜かれてしまうので△6二銀とかわすが、▲8五飛△9九馬▲9一と△8八飛▲7七桂で先手の駒得が約束される。また△5二飛も▲7七角で△同角成りは▲同銀で、狙い通りの展開である。したがって▲8六歩には△同歩とせずに△7七角成▲同銀△8六歩▲同銀△7四歩▲8五歩などが進行の一例。『イメージと読みの将棋観』（日本将棋連盟、2008年）によるとこの仕掛けはプロ棋士6名のうち先手の利があるとしたのは谷川浩司だけで、他の5名は先手のその後の展開はあまり面白くないという。升田幸三が指した当初からこうした単に△4二玉はあったが、現在そのさきの指し手も詰めて考えられてからは▲8六歩からの仕掛けは無理と見る棋士が多いとし、平成以降も公式戦で100局指されていても多くの将棋では先手は▲4八玉としていることが知られる。ただし▲8六歩はそのうち19局あり、先手の6勝12敗1千日手という結果であった。一方、▲2二角成は△3二玉と寄られる前に角を換えて後手の壁銀を強要する手段であり、△同銀に以下▲7五角と▲4八玉とがある。▲7五角と打つ手で△5二玉が強要される。これを嫌って△6四角と合わせるのは▲6六角△3二玉▲5七銀△6二銀▲4六銀△5三銀▲5五歩で先手の銀の活用が利く。
▲4八玉には△6二銀▲3八玉△3二玉▲4八銀（▲7七銀と上がったときの△5七角の打ち込みを消す）△5三銀▲7七銀△6四銀（6五銀の揺さぶりで、逆先棒銀をけん制）▲8六歩△同歩▲同銀△3三角▲7七角△6五銀▲8五銀△7七角成▲同桂△7六銀▲8三歩で、△7七銀成▲8二歩成は、飛車を渡すと後手の壁銀が響く。したがって△8三同飛▲8四銀△8二飛▲8三銀不成△4二飛▲7八金という進行が予想される。
▲4八玉はあくまで居飛車側から角交換させる指し方で、後手が△6二銀ならば▲8六歩で上記と同じ展開。
▲4八玉△3二玉▲3八玉△6二銀▲2八玉△5三銀▲3八銀と、居飛車側から角交換するとやはり飛車先から逆棒銀で逆襲されるので、替えないで進めることが多い。
手順中▲3八玉のところで▲2二角成△同玉▲5三角の打ち込みは以下△4二銀▲7五角成（▲2六角成は△4四角）△8四角▲同馬で馬を消される。以下△同飛▲6六角は王手飛車であるが、△4四角の切り返しがある。最初の▲2二角成のとき後手は△同玉と取るのは、△同銀であると▲5三角△6二銀▲2六角成△4四角▲同馬△同歩▲5五歩で△同歩には▲6五角の筋がある。
この形では佐藤康光が採用している力戦向かい飛車穴熊も知られる。これは第6-c図に示す居飛車から△7七角成と角交換してきた場合の▲同銀として、機を見て▲8六歩△同歩▲同銀と8筋を逆襲する筋も狙いとしながら、升田式の常に角筋が敵陣を睨んでいるかたちになるのを活かして、従来の振り飛車と違い角道を通すための▲6六歩～6五歩の2手を省略している格好となる。これを利用し、相手が居飛車穴熊の場合に▲3六歩～▲4六銀～▲3八飛から袖飛車で速攻を仕掛けることができる。そして左金も5九から4九という順で引き付ける、というもの。後手の対策としては羽生善治がこの戦型で示した後手の構えである平矢倉＋4筋位取りがあり、△6五角の筋違い角から4七～3八をにらむラインを利かして△4六歩▲同歩△3八角成▲同金△4七歩といった攻め筋が示されている。△3八角成の角切りを防ぐために▲4八金型も示唆されているがその場合では今度は△4六歩▲同歩△4七歩が金当たりになることになる。

#### 大野流向かい飛車
| 9  | 8  | 7  | 6  | 5  | 4  | 3  | 2  | 1  |    |
| 香 | 桂 | 銀 | 金 | 王 | 金 | 銀 | 桂 | 香 | 一 |
|    | 飛 |    |    |    |    |    |    |    | 二 |
| 歩 | 歩 | 歩 | 歩 | 歩 | 歩 |    | 歩 | 歩 | 三 |
|    |    |    |    |    |    | 歩 |    |    | 四 |
|    |    |    |    |    |    |    |    |    | 五 |
|    |    | 歩 |    | 歩 |    |    |    |    | 六 |
| 歩 | 歩 |    | 歩 | 角 | 歩 | 歩 | 歩 | 歩 | 七 |
|    | 飛 |    |    |    |    |    |    |    | 八 |
| 香 | 桂 | 銀 | 金 | 玉 | 金 | 銀 | 桂 | 香 | 九 |

| 9  | 8  | 7  | 6  | 5  | 4  | 3  | 2  | 1  |    |
| 香 | 桂 | 銀 | 金 | 王 | 金 |    | 桂 | 香 | 一 |
|    | 飛 |    |    |    |    |    | 銀 |    | 二 |
| 歩 |    | 歩 | 歩 | 歩 | 歩 |    | 歩 | 歩 | 三 |
|    | 歩 |    |    |    |    | 歩 |    |    | 四 |
|    |    |    |    |    |    |    |    |    | 五 |
|    |    | 歩 |    | 歩 |    |    |    |    | 六 |
| 歩 | 歩 |    | 歩 |    | 歩 | 歩 | 歩 | 歩 | 七 |
|    | 飛 |    |    |    |    |    |    |    | 八 |
| 香 | 桂 | 銀 | 金 | 玉 | 金 | 銀 | 桂 | 香 | 九 |

| 9  | 8  | 7  | 6  | 5  | 4  | 3  | 2  | 1  |    |
| 香 | 桂 | 銀 | 金 | 王 | 金 |    | 桂 | 香 | 一 |
|    | 飛 |    |    |    |    |    | 銀 |    | 二 |
| 歩 |    | 歩 | 歩 | 歩 | 歩 |    | 歩 | 歩 | 三 |
|    | 歩 |    |    |    |    | 歩 |    |    | 四 |
|    |    |    |    |    |    |    |    |    | 五 |
|    |    | 歩 |    | 歩 |    |    |    |    | 六 |
| 歩 | 歩 |    | 歩 | 角 | 歩 | 歩 | 歩 | 歩 | 七 |
|    | 飛 |    | 角 |    |    |    |    |    | 八 |
| 香 | 桂 | 銀 | 金 | 玉 | 金 | 銀 | 桂 | 香 | 九 |

大野源一九段が得意としていた戦法で、相手に角交換から馬を造らせて指す。すると、攻め駒飛角銀桂香のうちの角が既に戦線離脱となってしまうので、少なくとも相手からの急戦速攻はなくなることになる。このため、居飛車側は馬をつくった得の利を得るため、居飛車穴熊にすることが多い。
初手からの指し手は▲7六歩で、△3四歩に ▲5六歩とする。すると後手居飛車側は必然的に△8八角成として△5七角～2四角成を狙ってくる。△8八角成に振り飛車側は▲同飛と取り、以下△5七角（第6-d図）▲6八銀△2四角成となるが、振り飛車は▲5七銀型～▲4六銀型の振り飛車に移行する。
初手からの指し手▲7六歩に△8四歩の際にも ▲5六歩とする。△3四歩ならば振り飛車側から▲2二角成△同銀▲8八飛でも（第6-e図）、端歩をついて様子をみるのでも構わない。また▲7六歩に△8四歩▲5六歩△8五歩▲7七角△3四歩でも以下▲5五歩ではなく▲8八飛とすれば、大野流に移行できるが、角交換しないまた相手が角道を開けてこない場合は、別の戦法になる。ただし第6-e図のように初手▲7六歩△8四歩▲5六歩△3四歩と、後手居飛車側が△8四歩を突いている状態であると、先手振り飛車側から▲2二角成から8八飛と振れば、△5七角には▲6八角（第6-f図）も成立し角成を防ぐこともできる。そして▲5六歩が後手の△4五角からの馬作りも防いでいる。　
| 9  | 8  | 7  | 6  | 5  | 4  | 3  | 2  | 1  |    |
| 香 | 桂 | 銀 | 金 | 王 | 金 | 銀 | 桂 | 香 | 一 |
|    |    |    |    |    |    |    | 飛 |    | 二 |
| 歩 | 歩 | 歩 | 歩 |    | 歩 |    | 歩 | 歩 | 三 |
|    |    |    |    | 歩 |    | 歩 |    |    | 四 |
|    |    |    |    |    |    |    |    |    | 五 |
|    |    | 歩 |    |    |    |    | 歩 |    | 六 |
| 歩 | 歩 |    | 歩 | 歩 | 歩 | 歩 |    | 歩 | 七 |
|    | 銀 |    |    |    | 銀 |    | 飛 |    | 八 |
| 香 | 桂 |    | 金 | 玉 | 金 |    | 桂 | 香 | 九 |

| 9  | 8  | 7  | 6  | 5  | 4  | 3  | 2  | 1  |    |
| 香 | 桂 |    |    |    |    |    | 桂 | 香 | 一 |
|    |    | 王 | 金 |    | 銀 | 金 |    |    | 二 |
| 歩 | 歩 | 歩 | 歩 | 銀 |    |    | 飛 | 歩 | 三 |
|    |    |    |    | 歩 | 歩 | 歩 | 歩 |    | 四 |
| 歩 |    |    |    |    |    |    |    |    | 五 |
|    | 歩 | 歩 |    | 歩 | 銀 | 歩 |    |    | 六 |
|    |    | 角 | 歩 |    | 歩 | 桂 |    | 歩 | 七 |
|    | 銀 | 玉 | 金 |    |    |    | 飛 |    | 八 |
| 香 | 桂 |    |    |    | 金 |    |    | 香 | 九 |

| 9  | 8  | 7  | 6  | 5  | 4  | 3  | 2  | 1  |    |
| 香 |    |    |    |    |    |    |    | 馬 | 一 |
|    |    |    |    |    |    | 金 |    |    | 二 |
| 歩 | 歩 | 王 |    | 金 | 銀 |    | 飛 | 歩 | 三 |
|    |    |    | 歩 | 歩 |    | 歩 | 歩 |    | 四 |
| 歩 |    | 桂 | 銀 |    | 歩 |    |    |    | 五 |
|    | 歩 | 桂 |    |    |    | 歩 |    |    | 六 |
|    |    | 香 | 歩 |    | 歩 |    |    | 歩 | 七 |
|    | 銀 | 玉 | 金 | 飛 |    |    |    |    | 八 |
| 香 |    |    |    |    | 金 |    | 桂 | 香 | 九 |

佐藤康光は類似の手法を2005年7月の王位戦で羽生善治相手に後手番で、一手損角換わりの要領で△8八角成と振り飛車側から角を換え、▲同銀に△2二飛という向かい飛車を敢行している（第6-g図）。このときは先手▲2六歩型での角交換なので、▲5三角からの馬作りが利かないことになっている。以下▲7七角のとき△1二飛とし、▲2五歩に△2二銀として、この後飛車先を切らして、飛車先逆襲を見せてから、2二の銀を3三から4二に繰り出し（第6-h図）中央での戦いになったが、結果は後手が巧みに先手の攻めをはじき、74手で快勝（第6-i図）している。

### 筋違い角向かい飛車
（▲1六角～3八角型）
第7-a図の筋違い角は3四の歩を取った後に角を1六に引き、その後▲2六歩を経て3八に角を引いたもの。これは通常筋違い角は3四の歩を取った後に角を5六に引き、そこから向かい飛車にするのに▲4六歩～3八角というルートをたどるが、後手も△4四銀とし、▲8八飛△5五銀▲3八角△4六銀とされると後手の攻めが早くて8筋は劇が間に合わないためである。図以下△7二金ならば▲6八金（すぐ▲8六歩△同歩▲同銀には△5五角がある）で、次に▲8六歩からの棒銀を狙う。
一方で第7-b図の駒組は▲6五角に後手陣が△5二金として、△7二銀～△7四歩～△7三銀と備えた場合、このような持久戦となる。このあと4筋を攻撃目標にするなど。これも一局。
（3手目▲7七角型）
こちらは3手目▲7七角での筋違い角向かい飛車で、後手番の4手目△3三角戦法の▲6八玉の際にも使用できる。通常の筋違い角と比べ、先手は▲7七桂の一手を多く指していることになる。第7-d図は第7-c図から数手進めた局面。ここから先手は▲8三角成△同飛▲7五銀（第7-e図）があり、以下△8二飛ならば▲8四銀から飛車を成り込んでよい。第7-f図は第7-c図から後手△8四歩止めで駒組を進めているもので、これも振り飛車側は陣形を活かして▲8五歩から飛車交換を迫ることができる。△同歩▲同飛に△8三歩と辛抱してもやはり▲8四歩△同歩▲8三歩△同銀▲8三角成△同飛▲7五銀の筋が常に生じている。
| 9  | 8  | 7  | 6  | 5  | 4  | 3  | 2  | 1  |    |
| 香 | 桂 | 銀 |    |    | 金 |    | 桂 | 香 | 一 |
|    | 飛 |    |    | 金 | 王 | 銀 |    |    | 二 |
| 歩 |    | 歩 | 歩 | 歩 | 歩 |    | 歩 | 歩 | 三 |
|    | 歩 |    |    |    |    |    |    |    | 四 |
|    |    |    |    |    |    |    |    |    | 五 |
|    |    | 歩 |    | 角 |    |    |    |    | 六 |
| 歩 | 歩 | 桂 | 歩 | 歩 | 歩 | 歩 | 歩 | 歩 | 七 |
|    | 飛 |    |    |    |    |    |    |    | 八 |
| 香 |    | 銀 | 金 | 玉 | 金 | 銀 | 桂 | 香 | 九 |

| 9  | 8  | 7  | 6  | 5  | 4  | 3  | 2  | 1  |    |
| 香 | 桂 |    |    |    | 金 |    | 桂 | 香 | 一 |
|    | 飛 |    |    | 金 | 王 | 銀 |    |    | 二 |
| 歩 | 銀 | 歩 | 歩 | 歩 | 歩 |    | 歩 | 歩 | 三 |
|    | 歩 |    |    |    |    |    |    |    | 四 |
|    |    |    |    |    |    |    |    |    | 五 |
|    | 飛 | 歩 |    | 角 |    |    |    |    | 六 |
| 歩 |    | 桂 | 歩 | 歩 | 歩 | 歩 | 歩 | 歩 | 七 |
|    |    | 銀 |    |    |    |    |    |    | 八 |
| 香 |    |    | 金 | 玉 | 金 | 銀 | 桂 | 香 | 九 |

| 9  | 8  | 7  | 6  | 5  | 4  | 3  | 2  | 1  |    |
| 香 | 桂 |    |    |    | 金 |    | 桂 | 香 | 一 |
|    |    |    |    | 金 | 王 | 銀 |    |    | 二 |
| 歩 | 飛 | 歩 | 歩 | 歩 | 歩 |    | 歩 | 歩 | 三 |
|    | 歩 |    |    |    |    |    |    |    | 四 |
|    |    | 銀 |    |    |    |    |    |    | 五 |
|    | 飛 | 歩 |    |    |    |    |    |    | 六 |
| 歩 |    | 桂 | 歩 | 歩 | 歩 | 歩 | 歩 | 歩 | 七 |
|    |    | 銀 |    |    |    |    |    |    | 八 |
| 香 |    |    | 金 | 玉 | 金 | 銀 | 桂 | 香 | 九 |

| 9  | 8  | 7  | 6  | 5  | 4  | 3  | 2  | 1  |    |
| 香 | 桂 |    |    |    | 金 | 王 | 桂 | 香 | 一 |
|    | 飛 | 銀 |    | 金 |    | 銀 |    |    | 二 |
| 歩 |    | 歩 | 歩 | 歩 | 歩 |    | 歩 | 歩 | 三 |
|    | 歩 |    |    |    |    |    |    |    | 四 |
|    | 歩 |    |    |    |    |    |    |    | 五 |
|    |    | 歩 |    | 角 |    |    |    |    | 六 |
| 歩 |    | 桂 | 歩 | 歩 | 歩 | 歩 | 歩 | 歩 | 七 |
|    | 飛 | 銀 |    |    |    |    |    |    | 八 |
| 香 |    |    | 金 | 玉 | 金 | 銀 | 桂 | 香 | 九 |

### 4手目△3三角戦法
後手番で行われる。おもに向かい飛車にする。
初手からの指し手は▲7六歩 △3四歩 ▲2六歩 △3三角で、ここから指し手が普通に▲4八銀などと、▲3三同角成としていく手とある。
普通に▲4八銀なら △2二飛 ▲6八玉 △4二銀 ▲7八玉 △6二玉▲2五歩△7二玉 で、升田式と合流。手順中△2二飛に▲3三角成△同桂▲6五角の両成ねらいには△4四角の反撃があり、香取りが受からずに居飛車がしびれることになる。
一方で▲3三同角成は△3三角をとがめるにはこの一手で、△同桂と取らせる事により振り飛車の形を早く決めさせている。これで第7-a図となり、この後の居飛車の指し手により振り飛車の出方が変わる。第8-a図以下、▲2五歩には△2二飛。この△2二飛に▲6五角は、△4五桂 ▲8三角成 △5七桂不成。△4五桂を先手が受けると△3三角や△5五角。▲6八金△5五角▲7七桂の受けには、△3七桂成▲2六飛△4七成桂▲同角 △1九角成 ▲8三角成 △8二飛となる「鬼殺し向かい飛車」にされる。
第8-a図以下、▲9六歩は、対ゴキゲン中飛車佐藤新手の応用。△4五桂～△5五角のとき、▲9七香を用意している。また▲9六歩△4二銀▲9五歩なども有力で、また▲2五歩には△3二金や△4二飛もある。
第8-a図以下、▲4八銀は、普通の駒組となる。
以下、第8-b図や第8-c図などの例に合流する。
第8-b図からは、△2五桂 ～ △2四歩 ～ △1四歩 ▲1六歩 を入れてから△1五歩▲同歩 △1七歩 ▲2六歩△1五香 ▲2五歩△同歩から△2六歩～△4九角。▲2五同飛ならば、△2四歩▲2八飛△2五歩▲4八金△2六歩▲3八金△4九角などの狙いがある。
第8-c図では、△4五歩～△6四角などの狙い。
ほか第8-a図以下の指し手に▲6八玉があり、これには△2二飛ならば▲6五角が成立する。したがってこの場合は△3二金からの立石流や中飛車、△6五角からの筋違い角向かい飛車、あるいは居飛車へと変化する。プロの公式戦では▲6八玉の指し手が多く、藤井猛は手堅く指すなら先手は▲7八金を進めている。また藤井は後手の3三桂型が決まっていて作戦の幅が狭く、あまり自由度がないとし、この局面は実戦である程度調べがついているという。先手も相手が振り飛車党なら▲6八玉、居飛車党なら▲7八金などであるが、振り飛車党でも▲6八玉に対して△4四角からの乱戦に持ち込んでくるので、やはり悪くならないなら▲7八金が無難であり、相手が△4二飛などと振り飛車にしたら▲6八玉から▲7七玉～▲8八玉と囲うなどの指し手もある。
平成以降の一時期にかなり頻繁に指されており、2007年までに114局現れ、内容は先手の63勝44敗4千日手となっている。
平成6年棋聖戦で後手番の羽生善治が用いて相居飛車の勝負となったが、結局終盤に千日手となる。羽生はこの他に平成20年の佐藤康光との一戦でも採用し、このときは後手の羽生は3三桂型四間飛車から向かい飛車、先手の佐藤は7ハ金-6八玉型から7七玉～8八玉の入城を使い、先手が勝利している。
平成元年以降20年間で129局指されて先手の74勝であったが、平成20年度にはこの年度だけで136局も指され、後手が82勝と大幅に勝ち越し始める。翌年は3月までに37局指されて後手21勝16敗となり、後手の有力戦法となっていった。
なお、現在では初手からの指し手▲7六歩 △3四歩 ▲2六歩 に四手目は△3三角や△4四歩、△8四歩、△5四歩の他には△3二金、△4二飛、△9四歩、などの手が出現している。

### 初手7八飛（△3二飛）角交換型
2手目△3二飛も参照。三間飛車は角道をオープンさせた指し方については従来の初手▲7六歩△3四歩▲7八飛であると当然ながら△8八角成▲同銀△4五角の反撃があるので成立がしなかったが、初手に▲7八飛として先に飛車を移動させ、▲6八銀または▲4八玉を決めてから角道を開ければ、△4五角の反撃を食らわない、としたもので、角道を開けた（▲6六歩としない）三間飛車が実現。初手7八飛は門倉啓太が指したことで門倉新手と呼ばれる。
これであれば相振り飛車においても、従来の▲7六歩△3四歩▲6六歩あるいは▲7六歩△3四歩▲7五歩から後手が相振り飛車を志向するならば前者は△3二飛、後者は△5四歩で▲7八飛は前述の△4五角が成立するので▲6六歩が必要であったが、▲7八飛△3四歩▲6八銀△3五歩▲7六歩ならば、先手は角道を止めずに戦うことができる。以下後手△3二飛には▲2二角成△同銀▲3八金△5二金左▲8八飛として、先手が主導権を握る指し方ができる。
▲7八飛に△8四歩▲7六歩△8五歩は▲7七角△3四歩▲4八玉で、△7七角成とくれば　同桂で新鬼殺しに合流する。
| 9  | 8  | 7  | 6  | 5  | 4  | 3  | 2  | 1  |    |
| 香 | 桂 |    | 金 | 王 | 金 | 銀 | 桂 | 香 | 一 |
|    | 飛 |    | 銀 |    |    |    | 角 |    | 二 |
| 歩 |    | 歩 | 歩 | 歩 | 歩 |    | 歩 | 歩 | 三 |
|    |    |    |    |    |    | 歩 |    |    | 四 |
|    | 歩 | 歩 |    |    |    |    |    |    | 五 |
|    |    |    |    |    |    |    |    |    | 六 |
| 歩 | 歩 |    | 歩 | 歩 | 歩 | 歩 | 歩 | 歩 | 七 |
|    | 角 | 飛 |    |    |    | 玉 |    |    | 八 |
| 香 | 桂 | 銀 | 金 |    | 金 | 銀 | 桂 | 香 | 九 |

| 9  | 8  | 7  | 6  | 5  | 4  | 3  | 2  | 1  |    |
| 香 | 桂 |    | 金 | 王 | 金 | 銀 | 桂 | 香 | 一 |
|    | 飛 |    | 銀 |    |    |    | 角 |    | 二 |
| 歩 |    | 歩 | 歩 | 歩 | 歩 |    | 歩 | 歩 | 三 |
|    |    |    |    |    |    | 歩 |    |    | 四 |
|    | 歩 |    |    |    |    |    |    |    | 五 |
|    |    | 歩 |    |    |    |    |    |    | 六 |
| 歩 | 歩 | 飛 | 歩 | 歩 | 歩 | 歩 | 歩 | 歩 | 七 |
|    | 角 | 金 |    |    |    |    |    |    | 八 |
| 香 | 桂 | 銀 |    | 玉 | 金 | 銀 | 桂 | 香 | 九 |

| 9  | 8  | 7  | 6  | 5  | 4  | 3  | 2  | 1  |    |
| 香 | 桂 |    | 金 | 王 | 金 | 銀 | 桂 | 香 | 一 |
|    | 飛 |    |    |    |    |    | 角 |    | 二 |
| 歩 |    | 歩 | 銀 | 歩 | 歩 |    | 歩 | 歩 | 三 |
|    |    |    | 歩 |    |    | 歩 |    |    | 四 |
|    |    | 歩 |    |    |    |    |    |    | 五 |
|    | 歩 |    |    |    |    |    |    |    | 六 |
| 歩 | 歩 |    | 歩 | 歩 | 歩 | 歩 | 歩 | 歩 | 七 |
|    | 角 | 飛 |    |    |    | 銀 | 玉 |    | 八 |
| 香 | 桂 | 銀 | 金 |    | 金 |    | 桂 | 香 | 九 |

また早石田も後手△3四歩なら▲4八玉とし、以下△8四歩▲3八玉△8五歩▲7六歩△6二銀▲7五歩と（第9-a図）、▲3八玉とすすめてから角道を開ける手順進めれば、△4二玉～△4五角を食らうことはなく石田流に合流できる。▲7八飛に後手△8四歩の場合も▲7六歩△8五歩に▲7七飛として8筋を受ければ、▲7五歩～▲7六飛が実現できる。以下△3四歩には▲7八金とし（第9-b図）、△7七角成なら①▲同角△2二銀▲1五角がある。後手が角交換を見送り△6二銀ならば▲7五歩△4二玉▲7六飛となれば、早石田に組むことができる（2手目△3二飛も先後逆の同様手順で可）。②△7七角成にはむしろ▲同桂が好手で、次はなんでも▲6五桂と跳ねて一丁上がりとなる。対談：瀬川晶司六段×今泉健司四段「B級戦法は こんなに楽し」（『将棋世界Special　将棋戦法事典100＋』（将棋世界編集部編、マイナビ出版）所収）で今泉健司は実際にこれを食らったアマ強豪を見たことがあるとし、瀬川晶司も確かに自分も取りそうだとし、▲7七同桂で先手よしは面白いとしている。
第9-c図は、第9-a図から先手振り飛車側が角交換から7六に構えず美濃囲いに、後手居飛車側が6三銀型に構えた局面で、後手が△8六歩とした局面。この歩を突くと以下▲同歩△同飛に▲2二角成△同銀▲7七角といったノーガード戦法に似た指し方に導くことができる。ここから△8九飛成は▲2二角成△3三角▲2一馬△1一角成▲3二銀で、△同金▲同馬に△4一銀は、▲2三馬から△3三桂がある。先手振り飛車陣が美濃囲いの強陣になっているので、この形の常套手段である△7七香などといった後手の攻めよりも先手の攻め足が速い。したがって居飛車側は△8九飛成ではなく△8二飛とし、以下▲8三歩△5二飛or△3二飛▲8八飛△7二金と、居飛車側だけ持駒に角を持って局面を収めることが多いので、振り飛車側も△8六同飛に▲2二角成△同銀で▲7七角とせず▲8八飛とぶつけるという鬼六流ドッカン飛車やゴキゲン中飛車田村式でお馴染みとなった手段に持ち込むこともある。以下△8七歩に振り飛車側は▲9八飛△8八角▲7八金△3三角成▲7七角△8二飛▲8六歩として、8七の歩を取りに行く。

### 3三金型振り飛車

#### 菅井流角交換三間飛車
阪田流向かい飛車の出だしから、三間に振るのが菅井流角交換三間飛車である。振り飛車のアイデアを数多く生み出す菅井竜也の名が冠された三間飛車で、初手から▲7六歩△3四歩▲2六歩△3二金▲2五歩△3三角▲同角成△同金▲6八玉の阪田流向かい飛車の出だしから△3二飛と振る。
この△3三金型角交換三間飛車は坂田三吉のライバルであった関根金次郎が指したこともある。
この指し方は2017年8月29、30日の第58期王位戦五番勝負第5局、先手羽生善治王位対後手菅井竜也挑戦者で現れた。菅井には初タイトルが懸かっていた一局であったが、そのような大一番で披露したことも話題となった。緊張のあまり飛車を振り間違えたかなどというジョークも飛び出したほどであるが、この作戦が生きて、菅井は自身初のタイトルを獲得した。岡山県出身のタイトル保持者は森安秀光九段が1983年に棋聖位を獲得して以来34年ぶりのことであるが、菅井流三間飛車の原型は奇しくも森安九段の将棋にある。第10-a図は1993年3月29日の王将戦、対畠山成幸戦で、実戦は▲7七銀△6二玉▲6八玉△7二玉▲7八玉△8二玉▲4六歩△7二銀▲4七銀△4二銀▲5八金右△3四金と進んでいる。
第10-b図が駒組みが進んだところ。△3五歩と位を取って、△3四金と前進する。以下△3三桂から2五の歩を取ってしまうのが狙いで、この金が活躍するかが勝敗を分けることになる。振り飛車は2から4筋方面で、居飛車は玉頭方面でポイントを狙う戦いとなる。

#### 菜々河流向かい飛車
将棋系VTuberの菜々河れいが開発したことで知られる、阪田流向かい飛車と金沢流をミックスした雰囲気の後手番型の向かい飛車戦法。
角道オープンな振り飛車であるが、厳密には必ずしも角交換を前提作戦としている振り飛車ではない。ただし実戦では機を見て角交換する場面が生じる。
もとは先手が居飛車党、後手が振り飛車党で、先手から初手▲2六歩△3四歩▲2五歩と
早めに飛車先を決めて後手に△3三角を強要してくる手順が気に入らないということから生み出された模様。以下▲2四歩△同歩▲同飛には△2二飛のほか、いったん△3三桂として飛車を成らせてからの△2二飛があるし、△3三桂に他の手でも△2二飛とぶつける順や、△2五歩～2二飛がある。
もどって第10-c図以下▲7六歩には△3二金▲4八銀△3三金～2二飛となる。このため、△3二金～3三角で相手からの角交換（角換り）をうながす阪田流と違って、4四の地点にまで角が移動すれば角交換されずとも△3二金～3三金型が組むことができる戦法となっている。以下第10-d図となれば、後手振り飛車側の陣は攻撃態勢は△3五歩-3四金-3三桂型で、囲いは△7二玉-6二銀-5一金-4二銀型に構える。
なお、先手が初手▲7六歩でも以下△3四歩▲2六歩に△4四角とするが、この手順は後手番の金沢流となんら変わらない。以下先手が▲2五歩ならば△3二金で、上記の局面に合流する。
棋戦では、2021年9月28日の朝日オープン杯で、黒田尭之が本戦法を使用した。なお黒田は先手番でこの戦法を採用している。